# 5114 Yezo
5114 Yezo è un asteroide della fascia principale. Scoperto nel 1988, presenta un'orbita caratterizzata da un semiasse maggiore pari a 2,4707700 UA e da un'eccentricità di 0,0122968, inclinata di 4,16669° rispetto all'eclittica.